# Солодкий листопад
«Солодкий листопад» (англ. Sweet November) — американська романтична мелодрама 2001 року за участю Кіану Рівза та Шарліз Терон. Фільм перезнятий з раніше відомої версії 1968 року. За поганих відгуків критиків фільм був номінований на приз «Золота малина» як «Гірший рімейк або продовження», а Рівз і Терон — відповідно як «Гірший актор» та «Гірша актриса».

## Сюжет
Нельсон Мос (Кіану Рівз) — типовий бізнесмен, який жертвує особистим життям заради особистої кар'єри. Якось він зустрічає Сару (Шарліз Терон), яка несхожа на жодну жінку, яку він коли-небудь зустрічав.
```
Їхнє, абсолютно випадкове, знайомство продовжується ще декількома зустрічами за ініціативою Сари, яка досить дивна, життєрадісна і безтурботна, вона змінює життя Нельсона. Дівчина вириває його з одноманітного кар'єрного потоку, показує йому життя і те, як йому потрібно радіти.
```

З кожним днем листопаду, який вони проводять разом, Нельсон усе більше закохується в Сару, відмовляючись заради неї від свого колишнього нудного життя та від своєї кар'єри. Усі дні безперервно вони проводять удвох або з друзями Сари — і врешті-решт Нельсон розуміє, що знайшов ту дівчину, з якою хоче зв'язати свою долю. Він пропонує їй стати його дружиною. Але в сплеску емоцій він дізнається, що Сара хвора — вона знаходиться на складному етапі хвороби раку. Вона просить Нельсона піти, щоб він запам'ятав її назавжди сильною й життєрадісною: у його спогадах вона має знайти своє безсмертя.

Кадр з фільму. Нельсон дізнається про хворобу Сари

## Акторський склад
- Кіану Рівз — Нельсон Мосс
- Шарліз Терон — Сара Дівер
- Джейсон Айзекс — Чез
- Грег Герман — Вінс
- Лорен Гелен Ґрем — Анжеліка
- Лая Ейкен — Ебнер
- Френк Ланджелла — Едгар Прайс
- Майкл Розенбаум — Брендон / Бренді

## Цікаві факти
У цій кінострічці глядачі вдруге можуть спостерігати сумісну гру Кіану Рівза та Шарліз Терон.
Оскільки їм вже доводилось грати пліч-о-пліч в такому відомому фільмі, як Адвокат диявола у 1997 році.

## Саундтреки до фільму
Саундтреками до фільму стали:
- The Consequences Of Falling — k.d. lang
- Rock Dj — Роббі Вільямс
- Only Time — Енія
- Off The Hook — Barenaked Ladies
- Heart Door — Пола Коул
- You Deserve To Be Loved — Tracy Dawn
- Cellophane — Аманда Ґост
- Baby Workout — Джекі Вілсон
- My Number — Tegan And Sara
- Touched By An Angel — Стіві Нікс
- Shame — BT
- Wherever You Are — Celeste Prince
- The Other Half Of Me — Боббі Дарін

## Сприйняття
Оцінка на сайті IMDb — 6,7/10, за даними Rotten Tomatoes — 16 %.